# Gigameter
| Grotere/kleinere eenheden | Grotere/kleinere eenheden | Grotere/kleinere eenheden |
| factor                    | naam                      | symbool                   |
| ------------------------- | ------------------------- | ------------------------- |
| 10−15                     | femtometer of fermi       | fm                        |
| 10−12                     | picometer                 | pm                        |
| 10−10                     | ångström                  | Å                         |
| 10−9                      | nanometer                 | nm                        |
| 10−6                      | micrometer of micron      | µm                        |
| 10−3                      | millimeter                | mm                        |
| 10−2                      | centimeter                | cm                        |
| 10−1                      | decimeter                 | dm                        |
| 1                         | meter                     | m                         |
| 101                       | decameter                 | dam                       |
| 102                       | hectometer                | hm                        |
| 103                       | kilometer                 | km                        |
| 106                       | megameter                 | Mm                        |
| 109                       | gigameter                 | Gm                        |
| 1012                      | terameter                 | Tm                        |

De gigameter is in het SI-stelsel een lengtemaat gelijk aan  1 000 000 000 meter, ofwel 109 meter; een miljoen kilometer. Het symbool van de gigameter is 'Gm'. Deze eenheid wordt in de praktijk zeer weinig gebruikt. Afstanden van deze orde van grootte zijn alleen van belang voor de astronomie, maar zoals men op aarde niet spreekt van megameter maar van 1000 kilometer, spreken astronomen niet van gigameter maar van een miljoen kilometer of, als de waarden iets groter worden, van astronomische eenheid.
Een gigameter is:
- vijfentwintig keer de wereld rond.
- driemaal de afstand tussen de aarde en de maan.
- de afstand die licht in een vacuüm aflegt in ongeveer 3 seconden.